# Stroszek (film)
Stroszek – dramat niemiecki z 1976 roku w reżyserii Wernera Herzoga, wyprodukowany przez jego firmę Werner Herzog Filmproduktion w koprodukcji z niemiecką telewizją ZDF. Budżet filmu wyniósł 905 000 marek. Film miał światową premierę 20 maja 1977 w Monachium. Stroszek zdobył Specjalną Nagrodę na festiwalu w Taorminie w 1977.

## Opis fabuły
Akcja filmu osadzona jest w pierwszej jego części w Berlinie lat 70. XX w., co było nowością jeżeli chodzi o filmy fabularne tego reżysera, bowiem Herzog osadzał je wcześniej w raczej trudnej do jednoznacznego sprecyzowania przeszłości (był to najczęściej okres romantyzmu). Bohaterami opowieści są: uliczny grajek Bruno Stroszek (w tej roli naturszczyk Bruno S., który wcześniej wystąpił w tytułowej roli w filmie Herzoga Zagadka Kaspara Hausera), jego przyjaciółka Eva (w tej roli Eva Mattes nagrodzona Złotą Palmą na Międzynarodowym Festiwalu Filmowym w Cannes za jej drugoplanową rolę w Woyzecku) oraz sąsiad Bruna Scheitz, staruszek zainteresowany zwierzęcym magnetyzmem (Clemens Scheitz znany z Zagadki Kaspara Hausera, Szklanego serca oraz Nosferatu wampira).
Bruno wychodzi z więzienia, do którego trafił za rozboje spowodowane m.in. nadużywaniem alkoholu. Wcześniej prawie całe swoje dzieciństwo spędził w różnego rodzaju zakładach poprawczych, co spowodowało, że nie potrafi odnaleźć się w nowej rzeczywistości. Będzie to tym trudniejsze, że Stroszek musi pomóc poniżanej prostytutce Evie i stawić czoła jej sutenerom. Z pomocą przychodzi sąsiad Scheitz, który proponuje wyjazd do Ameryki – do Wisconsin, gdzie mieszka jego rodzina.
Druga część filmu ukazuje zmagania bohaterów w nowym kraju. Bruno zostaje mechanikiem u kuzyna Scheitza (w tej roli prawdziwy mechanik Clayton Szlapinski), Eva otrzymuje pracę w przydrożnej restauracji. Niestety ucieczka od wcześniejszego życia bohaterów okazuje się niemożliwa. Dom zakupiony dzięki kredytowi zostaje (po niespłaceniu należności) zlicytowany (w roli licytatora występuje znany z filmu dokumentalnego Herzoga Ile drzewa naciąłby świstak. Uwagi na temat nowego języka  Ralph Wade). Staruszek Clemens oznajmia, że to międzynarodowy spisek.
Każdy z bohaterów wchodzi ponownie w społeczne role, od których chciał uciec: Eva odjeżdża z kierowcą samochodowym, Bruno i Scheitz okradają miejscowego fryzjera. Policja zatrzymuje towarzysza Stroszka, a on sam wyrusza w swoją ostatnią podróż skradzionym samochodem. Gdy jego samochód się psuje, Bruno ustawia go tak, by ten kręcił się w kółko, sam wypija ostatni toast i – po uruchomieniu wyciągu narciarskiego – strzela sobie w głowę. Film kończy długa sekwencja przedstawiająca tańczące zwierzęta (m.in. kurczaki) porażane w tym celu prądem. Polski krytyk filmowy Jacek Szczerba napisał w „Gazecie Wyborczej”: „No i przede wszystkim finałowa sekwencja samotnej wędrówki Stroszka, wędrówki po śmierć. Ta jest najzwyczajniej w świecie porażająca. Wesołe miasteczko, gdzie Stroszek strzela sobie w głowę, tamtejsze „gry automatyczne” ze zwierzętami porażanymi prądem i samochód ustawiony przez Stroszka tak, by jeździł w kółko, mogą śnić się po nocach”.

## Produkcja
Lokalizacje
Film kręcono w Berlinie i okolicach (pierwsza jego część) oraz w Plainfield i w Madison w stanie Wisconsin (druga część). Reżyser skorzystał z pomocy miejscowej ludności, aby wcieliła się w niektóre postaci z jego filmu (w filmie grają prawdziwi sutenerzy, mechanicy, bankowcy itd.).
Obsada
Herzog spotkał mechanika Claytona Szlapinskiego, gdy zepsuł się mu samochód w miasteczku, gdzie pracował Szlapinski. Potem reżyser poprosił go o zagranie w filmie.

## Muzyka
W filmie wykorzystano następujące utwory muzyczne: On My Way Down to Phoenix Cheta Atkinsa, Old Lost John Sonny’ego Terry, The Last Thing on My Mind Toma Paxtona, utwory Ludwiga van Beethovena: Arioso i Mondscheinsonate, oraz walc anonimowego autora z ok. 1890 roku.

## Recepcja
Amerykański krytyk Roger Ebert nazwał Stroszka „jednym z najbardziej zwariowanych filmów”, a także „jednym z największych”, jakie według niego powstały. Film otrzymał 100% pozytywnych recenzji na stronie Rotten Tomatoes, zajmującej się zamieszczaniem recenzji z najbardziej opiniotwórczych gazet, wydawanych w Stanach Zjednoczonych.